# Zbigniew Wodecki (album)
Zbigniew Wodecki – debiutancki album studyjny Zbigniewa Wodeckiego wydany w 1976.
Materiał na album nagrywano od 27 lutego do 29 marca 1976 w studiu nagraniowym Polskich Nagrań „Muza”. Na albumie umieszczono 11 piosenek, w tym m.in. „Rzuć to wszystko co złe”, „Panny mego dziadka”, „Posłuchaj mnie spokojnie”, „Kochałem panią kilka chwil” i „Partyjka”. Wodeckiemu towarzyszyła orkiestra pod dyrekcją Wojciecha Trzcińskiego oraz zespół Alibabki. Zdjęcie okładkowe wykonał Zbigniew Łagocki.
30 czerwca 2017 ukazała się zremasterowana wersja płyty, wzbogacona o niepublikowany utwór „Tak daleko stąd, tak blisko”.

## Lista utworów
| 1.  | Rzuć to wszystko co złe                    | 3:36  |
|     | muz. Z. Wodecki, sł. L. Długosz            |       |
| 2.  | Pieśń ciszy                                | 4:48  |
|     | muz. Wojciech Trzciński, sł. Paweł Howil   |       |
| 3.  | Wieczór już                                | 3:29  |
|     | muz. Jarosław Kukulski, sł. Andrzej Kuryło |       |
| 4.  | Ballada o Jasiu i Małgosi                  | 3:37  |
|     | muz. Z. Wodecki, sł. Janusz Terakowski     |       |
| 5.  | Panny mego dziadka                         | 4:02  |
|     | muz. Z. Wodecki, sł. J. Terakowski         |       |
| 6.  | Dziewczyna z konwaliami                    | 3:13  |
|     | muz. W. Trzciński, sł. J. Skolarski        |       |
| 7.  | Kochałem panią kilka chwil                 | 3:00  |
|     | muz. Z. Wodecki, sł. L. Długosz            |       |
| 8.  | Posłuchaj mnie spokojnie                   | 3:10  |
|     | muz. Z. Wodecki, sł. J. Terakowski         |       |
| 9.  | Przedmieście                               | 4:03  |
|     | muz. Marian Zimiński, sł. Stanisław Halny  |       |
| 10. | Odjechałaś tak daleko                      | 3:20  |
|     | muz. W. Trzciński, sł. A. Kuryło           |       |
| 11. | Partyjka                                   | 2:38  |
|     | muz. Z. Wodecki, sł. J. Terakowski         |       |
|     |                                            | 38:56 |
|     |                                            |       |

### Lista utworów wydania z 2017
| 1.  | Rzuć to wszystko co złe                    | 3:36  |
|     | muz. Z. Wodecki, sł. L. Długosz            |       |
| 2.  | Pieśń ciszy                                | 4:48  |
|     | muz. Wojciech Trzciński, sł. Paweł Howil   |       |
| 3.  | Wieczór już                                | 3:29  |
|     | muz. Jarosław Kukulski, sł. Andrzej Kuryło |       |
| 4.  | Ballada o Jasiu i Małgosi                  | 3:37  |
|     | muz. Z. Wodecki, sł. Janusz Terakowski     |       |
| 5.  | Panny mego dziadka                         | 4:02  |
|     | muz. Z. Wodecki, sł. J. Terakowski         |       |
| 6.  | Dziewczyna z konwaliami                    | 3:13  |
|     | muz. W. Trzciński, sł. J. Skolarski        |       |
| 7.  | Kochałem panią kilka chwil                 | 3:00  |
|     | muz. Z. Wodecki, sł. L. Długosz            |       |
| 8.  | Posłuchaj mnie spokojnie                   | 3:10  |
|     | muz. Z. Wodecki, sł. J. Terakowski         |       |
| 9.  | Przedmieście                               | 4:03  |
|     | muz. Maciej Zimiński, sł. Stanisław Halny  |       |
| 10. | Odjechałaś tak daleko                      | 3:20  |
|     | muz. W. Trzciński, sł. A. Kuryło           |       |
| 11. | Partyjka                                   | 2:38  |
|     | muz. Z. Wodecki, sł. J. Terakowski         |       |
| 12. | Tak daleko stąd, tak blisko                | 3:16  |
|     | muz. i sł. Z. Wodecki                      |       |
|     |                                            | 42:12 |
|     |                                            |       |